# Ju-on (film)
Ju-on (呪怨?, Juon, lett. "Rancore") è un film del 2000 scritto e diretto da Takashi Shimizu.
Primo capitolo della serie omonima, il film racconta la storia di un uomo, Takeo Saeki che uccise la moglie, Kayako, ed il figlio Toshio in un impeto di gelosia. In seguito l'insegnante di Toshio, Kobayashi, in cerca del ragazzino si recherà nella casa in cui è avvenuta la strage, per rimanere vittima della maledizione rimasta nella casa, e propagandola all'esterno come un'epidemia.

## Trama
Il film è diviso in sei capitoli, che prendono il nome dal personaggio principalmente coinvolto.

### Toshio
Kobayashi è un insegnante delle scuole elementari. L'uomo racconta alla moglie Manami, in avanzato stato di gravidanza, di come un suo alunno, Toshio Saeki, non si faccia vivo da diversi giorni. Kobayashi studia la scheda personale di Toshio, scoprendo che sua madre Kayako era una sua compagna ai tempi della scuola superiore. Kobayashi ricorda Kayako come una ragazza molto strana. La mattina seguente l'uomo si reca a casa di Toshio. Nell'abitazione, dove regnano caos e sporcizia, un Toshio dall'aspetto emaciato e visibilmente turbato è completamente solo e rifiuta di parlare. Kobayashi entra in casa ed insieme al ragazzino aspetta il ritorno dei genitori.

### Yuki
Yuki è la tutrice di Kanna. Avendo dimenticato di dare da mangiare al coniglio della scuola, Kanna esce di fretta lasciando Yuki sola nella sua stanza. Yuki comincia ad avvertire rumori, simili ad un miagolio, dall'armadio della ragazza, dal quale è possibile accedere in soffitta. Quando un gatto nero la spinge nella soffitta, Yuki viene letteralmente risucchiata da un fantasma femminile. Inconsapevole di quanto è accaduto, Tsuyoshi, fratello di Kanna, esce di casa per andare a scuola.

### Mizuho
Mizuho Tamura sta aspettando che esca da scuola il suo ragazzo Tsuyoshi Murakami, anche se sembra che nella scuola non ci sia più nessuno. Un'insegnante si offre di aiutare la ragazza a cercare Tsuyoshi, a patto che lei aspetti nella sala professori. Rimasta sola, ed andata via la luce, Mizuho comincia ad avere paura e si nasconde sotto un tavolo. Poco dopo squilla il telefono e una volta risposto la ragazza viene presa dalla spettrale figura di un bambino (Toshio).

### Kanna
Due detective, Yoshikawa e Kamio, indagano su un corpo rinvenuto a pezzi all'interno della scuola. Oltre a questo, è stata rinvenuta una mandibola appartenente a un altro corpo, ma il secondo cadavere – a parte la mandibola – non è stato trovato. A casa Murakami, la signora Noriko è appena rientrata e si rende conto di essere sola in casa. A un certo punto rientra qualcuno. Noriko vede Kanna camminare di spalle, con addosso abiti inzuppati di sangue. Quando sua figlia si volta, la donna vede che a Kanna è stata strappata la mandibola.

### Kayako
La scena si sposta nuovamente al primo capitolo. Kobayashi sta aspettando il ritorno dei genitori di Toshio e chiama al telefono la moglie Manami, che però non si può trattenere perché qualcuno sta bussando alla porta. Girando per casa Saeki, Kobayashi trova un diario che lo fa rendere conto di quanto Kayako sia sempre stata ossessionata da lui. Di lì a poco, Kobayashi ritrova nell'abitazione il cadavere di Kayako. Sotto shock, egli prende Toshio per portarlo fuori, ma squilla il telefono. All'altro capo della cornetta c'è Takeo, marito di Kayako. Questi gli comunica che ha appena ucciso Manami, estraendone il feto dal grembo. Sconvolto, Kobayashi si lascia cadere al suolo, senza reagire quando Kayako gli compare di fronte. Anche Takeo viene presto raggiunto dal fantasma di Kayako.

### Kyoko
Kyoko Suzuki viene contattata dal fratello Tatsuya, agente immobiliare, perché veda una casa che si è appena liberata ed è particolarmente economica. Si tratta della casa dei Murakami, tutti morti o scomparsi. Kyoko visita la casa insieme a Tatsuya, ed avverte subito la presenza di anime irrequiete all'interno della casa, essendo particolarmente sensibile. Kyoko chiede al fratello di tentare di non vendere in alcun modo la casa. Tuttavia la casa viene ugualmente venduta ai giovani coniugi Kitada. Dopo poco tempo, Kyoko si reca sul posto per vedere come stanno andando le cose ai nuovi inquilini. Immediatamente la donna si rende conto dall'aspetto sinistro della signora Kitada: la maledizione di Kayako ha colpito nuovamente.

## Distribuzione
Ju-on ha ottenuto un enorme successo, soprattutto in considerazione della sua natura di film a basso costo non destinato alle sale cinematografiche. Ne è stata prodotta quasi immediatamente una versione cinematografica seguita da un sequel, Ju-on 2, ed un remake americano, The Grudge, a cui sono seguiti due ulteriori sequel. Takashi Shimizu si è occupato della sceneggiatura e della regia di tutti i capitoli della saga, tranne che del secondo seguito del remake americano e dei due recenti seguiti giapponesi Ju-on: Shiroi rōjo e Ju-on: Kuroi shōjo.
Questo J-Horror uscì per il solo mercato home video.